# Usclas-du-Bosc
Usclas-du-Bosc (okzitanisch: Usclats del Bòsc) ist ein Ort und eine südfranzösische Gemeinde mit 248 Einwohnern (Stand: 1. Januar 2022) im Département Hérault in der Region Okzitanien (vor 2016: Languedoc-Roussillon). Die Gemeinde gehört zum Arrondissement Lodève und zum Kanton Lodève. Die Einwohner werden Usclasiens genannt.

## Lage
Usclas-du-Bosc liegt etwa 40 Kilometer westnordwestlich von Montpellier. Umgeben wird Usclas-du-Bosc von den Nachbargemeinden Saint-Privat im Norden und Nordosten, Saint-Jean-de-la-Blaquière im Osten und Südosten sowie Le Bosc im Westen.

## Bevölkerungsentwicklung
| Jahr                      | 1962 | 1968 | 1975 | 1982 | 1990 | 1999 | 2006 | 2017 |
| Einwohner                 | 80   | 75   | 59   | 69   | 57   | 67   | 105  | 218  |
| Quelle: Cassini und INSEE |      |      |      |      |      |      |      |      |

## Sehenswürdigkeiten
- Kirche Saint-Gilles
- Baskische Grabstelen